# Спенсер, Джесси
Дже́сси Го́рдон Спе́нсер (англ. Jesse Gordon Spencer; род. 12 февраля 1979) — американский актёр австралийского происхождения, известный по ролям в мыльной опере «Соседи», сериалам «Доктор Хаус» и «Пожарные Чикаго».

## Биография

### Детство
Джесси Спенсер родился в Мельбурне, в семье приверженцев право-консервативной политической партии «Австралийцы против дальнейшей иммиграции» доктора Родни Спенсера — врача-радиолога и Робин Спенсер. Он является третьим из четырёх детей в семье. Имеет двух старших братьев Тарни (хирург-окулопластик) и Люка (хирург-ортопед), а также младшую сестру Полли (анестезиолог). Таким образом, Джесси — единственный из детей, не выбравший медицинскую карьеру.
С десяти лет Спенсер играл на скрипке. Также он играет на гитаре и пианино. Обучался в Кентерберийской школе, затем перешёл в Малвернскую Центральную школу. После он поступил в Шотландский колледж, который окончил в 1997 году.

### Карьера
Ещё обучаясь в колледже, Спенсер получил роль Билли Кеннеди в популярной австралийской мыльной опере «Соседи», которую исполнял с 1994 по 2000 год. Это принесло ему известность в Австралии и Великобритании.
Затем актёр перебрался в Лондон, а в 2004 году в США, где получил роль доктора Роберта Чейза в популярнейшей медицинской драме «Доктор Хаус». Его персонаж, как и сам актёр, имеет австралийское происхождение.
В 2012 году Джесси Спенсер получил главную роль в телесериале «Пожарные Чикаго». В 2021 году, на 10-м сезоне актёр покинул шоу по собственному желанию, чтобы, по его словам, «сконцентрироваться на тех вещах, которые бы он хотел сделать в будущем, и на своей семье». Позже в интервью Спенсер заявил, что имеется вероятность того, что однажды он вернётся к роли капитана Кейси.
Помимо основного сериала Спенсер появился в той же роли в нескольких эпизодах сериалов «Полиция Чикаго» и «Медики Чикаго», действия которых происходят в одной киновселенной и составляют общую франшизу.

### Музыкальная деятельность
С 1986 по 1992 год Спенсер пел в Австралийском детском хоре.
С 2006 года Спенсер играет на скрипке в составе благотворительной музыкальной группы Band From TV, состоящей из различных актёров и деятелей кино, среди которых также коллега Джесси по «Доктору Хаусу» Хью Лори. Группа выступает на различных конвенциях и мероприятиях, с каверами на популярные композиции, а вырученные с этих выступлений средства направляет на благотворительные нужды. Пик активности команды пришёлся на 2008—2012 годы. Последние, на данный момент, единичные выступления состоялись в 2013 и 2015 годах.

### Личная жизнь
23 декабря 2006 года Спенсер обручился с Дженнифер Моррисон, партнёршей по сериалу «Доктор Хаус», после того как сделал ей предложение в Париже. Согласно интервью с ними в журнале InStyle Weddings, пара познакомилась в марте 2004 года в аэропорту Ванкувера, откуда они ехали на съёмки первой серии «Хауса», но встречаться они стали только в июле. Моррисон и Спенсер также поведали, что свадьба должна была пройти в частном имении в Лос-Анджелесе в 2007 году. Однако в августе 2007 года они сообщили о размолвке.
В 2010—2013 годах встречался с профессиональной сёрфингисткой Майей Габейрой. С 2014 года он находился в отношениях с научной сотрудницей Кали Вудрафф Карр, с которой познакомился на одном из музыкальных фестивалей в Чикаго. В 2019 году пара обручилась, а в 2020 году они сыграли свадьбу.

## Фильмография
| Год       |     | Русское название    | Оригинальное название         | Роль               |
| --------- | --- | ------------------- | ----------------------------- | ------------------ |
| 1994      | с   | Следы во времени    | Time Trax                     | Билл в детстве     |
| 1994—2000 | с   | Соседи              | Neighbours                    | Билли Кеннеди      |
| 1998      | мс  | Геркулес            | Hercules: The Animated Series | Тритон-младший     |
| 2000      | тф  | Лорна Дун           | Lorna Doone                   | Марвуд де Уитчхолс |
| 2001      | тф  | Проклятие талисмана | Curse of the Talisman         | Джереми Кэмпбелл   |
| 2001      | в   | Побеждая Лондон     | Winning London                | Джеймс Браунинг    |
| 2002      | тф  | Семья Робинзонов    | Stranded                      | Фриц Робинсон      |
| 2003      | ф   | Против течения      | Swimming Upstream             | Тони Финглтон      |
| 2003      | ф   | Городские девчонки  | Uptown Girls                  | Нил Фокс           |
| 2003      | с   |                     | Death in Holy Orders          | Рафаэль Арбутнот   |
| 2004—2012 | с   | Доктор Хаус         | House                         | Роберт Чейз        |
| 2005      | с   | Соседи              | Neighbours                    | Билли Кеннеди      |
| 2005      | с   |                     | Blue Heelers                  | Ли Крукшенк        |
| 2006      | ф   | Расцвет             | Flourish                      | Эдди Гейтор        |
| 2006      | кор |                     | The Script                    | Бен                |
| 2006      | кор |                     | Tell-Tale                     | любовник           |
| 2012—2022 | с   | Пожарные Чикаго     | Chicago Fire                  | Мэтью Кейси        |
| 2013      | мс  | Финес и Ферб        | Phineas and Ferb              | Лиам               |
| 2014—2019 | с   | Полиция Чикаго      | Chicago P.D.                  | Мэтью Кейси        |
| 2015      | ф   | Девушка в беде      | The Girl Is in Trouble        | Николас            |
| 2017—2019 | с   | Медики Чикаго       | Chicago Med                   | Мэтью Кейси        |

## Награды
В 2006 году за свою работу в телесериале «Доктор Хаус» он получил «Золотой бумеранг» от ассоциации «Австралийцы в кино». В 2007 году журнал «People Magazine» включил его в выпуск «100 самых красивых людей».